# Пейнтер, Уилл
Уильям Томас Пейнтер (англ. William Thomas Paynter; более широко известен как Уилл Пейнтер; 6 декабря 1903 года ― 11 декабря 1984 года) ― британский политик, профсоюзный деятель, коммунист, организатор голодных маршей валлийских шахтёров в 1930-х годах.

## Биография
Уилл Пейнтер родился в Кардиффе в 1903 году. Там же он получил базовое образование. В возрасте четырнадцати лет пошёл работать на шахту. К восемнадцати годам он стал шахтёром и вскоре после этого стал членом недавно образованной Коммунистической партии Великобритании. Пейнтер сыграл важную роль в создании Национального движения нетрудоустроенных рабочих (National Unemployed Workers' Movement).
В конце 1920-х годов Пейнтер некоторое время был слушателем Международной ленинской школы в Москве, а затем занимался подпольной политической активностью В Третьем рейхе, помогая немецким коммунистам и социалистам эмигрировать из страны.
В 1937 году он вступил в ряды Британского батальона интернациональных бригад и принял участие в Гражданской войне в Испании, сражаясь на стороне республиканцев. В 1951 году он стал председателем Федерации шахтёров Южного Уэльса, а с 1959 по 1969 год был генеральным секретарем Национального союза шахтеров. Он также был членом Консультативной службы примирения и арбитража (Acas).
Он снялся в программе телесериала BBC «All Our Working Lives», которая транслировалась в год его смерти и повествовала об истории угольной промышленности в Великобритании.

## Сочинения
- Trade Unions and the Problems of Change (1970)
- My Generation (autobiography) (1972)